# Radikal (skrift)

Ur det kinesiska tecknet för mor 媽 mā kan man urskilja två delar. Den vänstra rödfärgade delen är 女 nǚ, som ensamt betyder kvinna. Den högra svarta delen är, om det hade stått ensamt, tecknet för häst 馬 mǎ. Den vänstra delen är tecknets semantiska rot (kvinna - mor) samt, just i detta fall, även den del som tecknet sorteras under i en kinesisk ordbok. Den vänsta delen är med andra ord att betrakta som radikal i båda betydelserna av ordet radikal. Den högra delen är den del som tecknet fått sitt uttal från och är fonetikum.

Radikaler (部首 kinesiska bùshǒu , japanska bushu) är grafiska beståndsdelar i kinesiska tecken. Radikaler används även för att klassificera och sortera tecknen i ordböcker, uppslagsverk och liknande.
I etymologiska sammanhang kan även radikal vara benämningen för den del av ett tecken som utgör tecknets semantiska rot, även kallat den betydelsebärande delen av ett tecken. I dessa sammanhang utgörs den andra delen av tecknet av ett så kallat fonetikum som är den del varur tecknet historiskt fått sitt uttal.
Den teckendel som tecknet sorteras under i ordlistor är oftast, men inte alltid, tecknets semantiska rot. Med andra ord är radikal i den första betydelsen oftast, men inte alltid, även radikal i den andra betydelsen av ordet.
Ibland används ordet radikal om vilken teckendel som helst, men det kan uppfattas som kontroversiellt.

## Ursprung
I den kinesiska skrivkonstens barndom ställdes skriftställarna inför problemet att det inte fanns tillräckligt med tecken för att skriva alla ord i språket. I stället för att uppfinna helt nya tecken så löstes problemet genom att skapa så kallade fonetiska sammansättningar av redan existerande tecken och då utnyttjades det faktum att kinesiska språket är mycket rikt på homofoner och ord som är snarlika i uttalet.
Exempelvis så är den fonetiska sammansättningen 媽 (mā, moder), uppbyggt av radikalen 女 med betydelsen ”kvinna”, och fonetikumet 馬 med uttalet mǎ. Det var således upp till läsaren själv att komma fram till att det nya tecknet 媽 betecknar ett ord som uttalas som 馬,  samt att betydelsen är relaterad med ”kvinna”.
Detta sätt att använda ett tecken för att ange betydelse påminner om de så kallade determinativen som används i egyptiska hieroglyfer.
Termen radikal kommer från latinets radix som betyder rot och dess adjektiv i neutrum är radicale. Radikaltecken kallades signum radicale i de första västerländska böckerna om kinesiska som författades just på latin. Med kinesiska tecken skrivs radikal 部首 (pinyin: bùshǒu, japanska: bushu, koreanska: busu) där tecknet 部 betyder avdelning, sektion och tecknet 首 huvud. Den bokstavliga översättningen sektionhuvud syftar på de sektioner eller avsnitt en ordbok är uppdelad i.

## Sortering
Inbördes sorteras radikalerna efter antalet streck som krävs för att rita radikalen. Exempelvis så struktureras ordlistor så att tecken med radikaler som är uppbyggda av fyra streck står före tecken med radikaler som är uppbyggda av fem streck, och så vidare.
Traditionellt har antalet radikaler varierat i olika ordböcker.  De standardiserades i den så kallade Kangxi-ordboken till 214 radikaler (se:Kangxi-radikalerna). Från den enklaste 一 till den 214:e radikalen, 龠 flöjtradikalen, som består av 17 streck. Dessa 214 radikaler används fortfarande i ordböcker för traditionella kinesiska tecken men i ordböcker för förenklad kinesiska har antalet radikaler minskats till 189.
I japanska ordböcker kan antalet radikaler variera beroende på hur omfattande boken är och på hur lexikografen valt att organisera ordboken. Spahn och Hadamitzky har i kanjiordboken The Kanji dictionary gått ganska långt och minskat antalet radikaler till 79.
I vissa fall kan det vara vanskligt för den oinsatte att korrekt identifiera vilken del av ett tecken som är radikal. Exempelvis så är radikalen i tecknet 副 (kinesiska fù, japanska fuku) den högra delen 刂 och 刂 är i själva verket en variant av svärdradikalen 刀. Den vänstra delen av tecknet, fonetikumet,  är 畐 och ur detta tecken är det möjligt att identifiera delarna 一, 口 samt 田 och dessa delar råkar i sin tur vara radikaler i andra i sammanhang, men inte just i detta tillfälle. Tecknet 副 står således under 刀 i en ordbok men dock inte under 一, 口 eller 田.
I moderna elektroniska ordböcker har processen för att slå upp ett tecken förenklats avsevärt då användaren skriver tecknet in på tryckkänslig skärm och tecknet analyseras med hjälp av optisk teckenigenkänning.